# Knipesjön
Knipesjön är en sjö i Habo kommun och Mullsjö kommun i Västergötland och ingår i Motala ströms huvudavrinningsområde. Sjön är 4,2 meter djup, har en yta på 0,738 kvadratkilometer och är belägen 252 meter över havet. Sjön avvattnas av vattendraget Knipån. Knipesjön är en fiskesjö och vid provfiske har abborre, gädda, mört och ruda fångats. Runt sjön går den 9 kilometer långa Knipesjöleden. Sjön har troligtvis fått sitt namn från fågelarten knipa. Sjön ligger strax norr om Mullsjö och gränsar till ett friluftsområde. I början av 1500-talet ägdes markerna och flertalet gårdar kring Knipesjön av Erik Abrahamsson Leijonhufvud.

## Sjösänkning
År 1854 sänktes sjön med knappt 2 meter, och då frigjordes 70 tunnland mark. Efter sjösänkningen började sjöns grundare delar att växa igen. Under somrarna torkar sjöns tillflöden ut, vilket ger sjön en ojämn tillgång på vatten.

## Ekologi
Knipesjön är näringsfattig och har en dyig botten. I sjöns östra kant växer flotagräs. Knipån genomrinner sjön och startar i Baremosse naturreservat på Hökensås och rinner vidare ut i Vättern. Strandkärret vid Knipesjöns norra strand har stora botaniska skyddsvärden. Det är rastlokal för många fåglar och är häckningslokal för forsärla och strömstare. Knipån utgör reproduktionsområde för sjölevande harr och vätteröring och hyser även flodnejonöga.

## Galleri

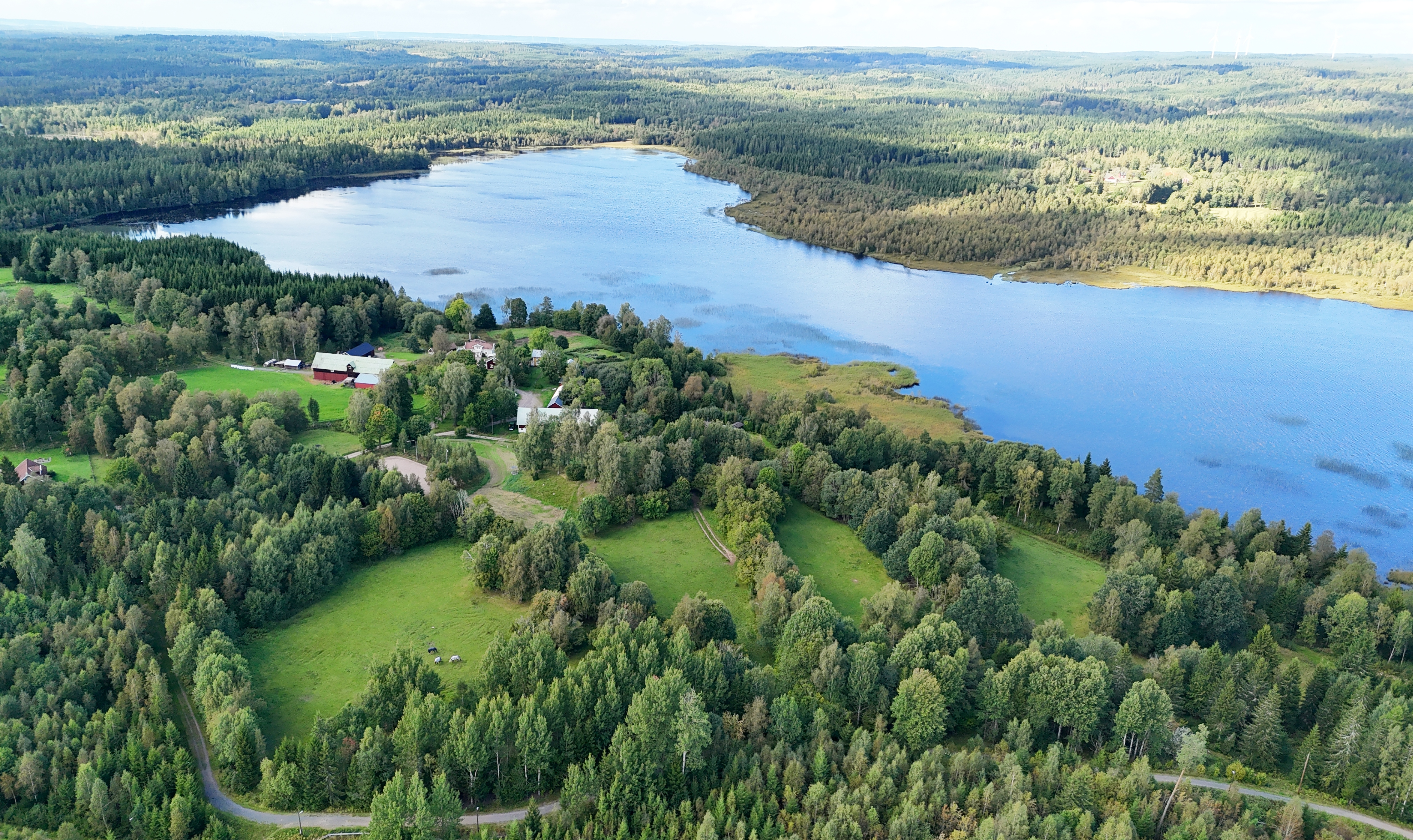
Gården Sjöbo.
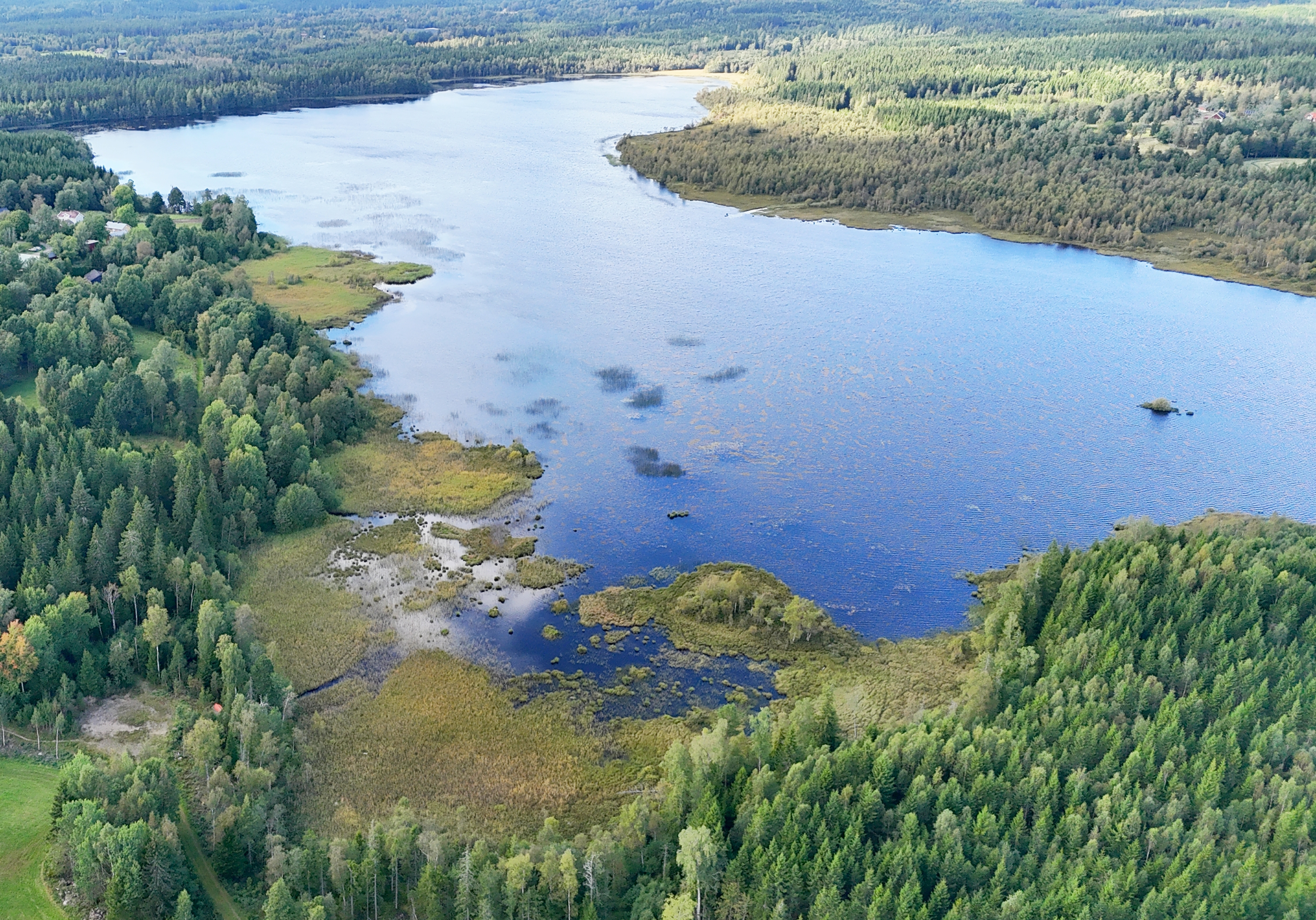
Den delvis igenväxta Liabäckaviken.
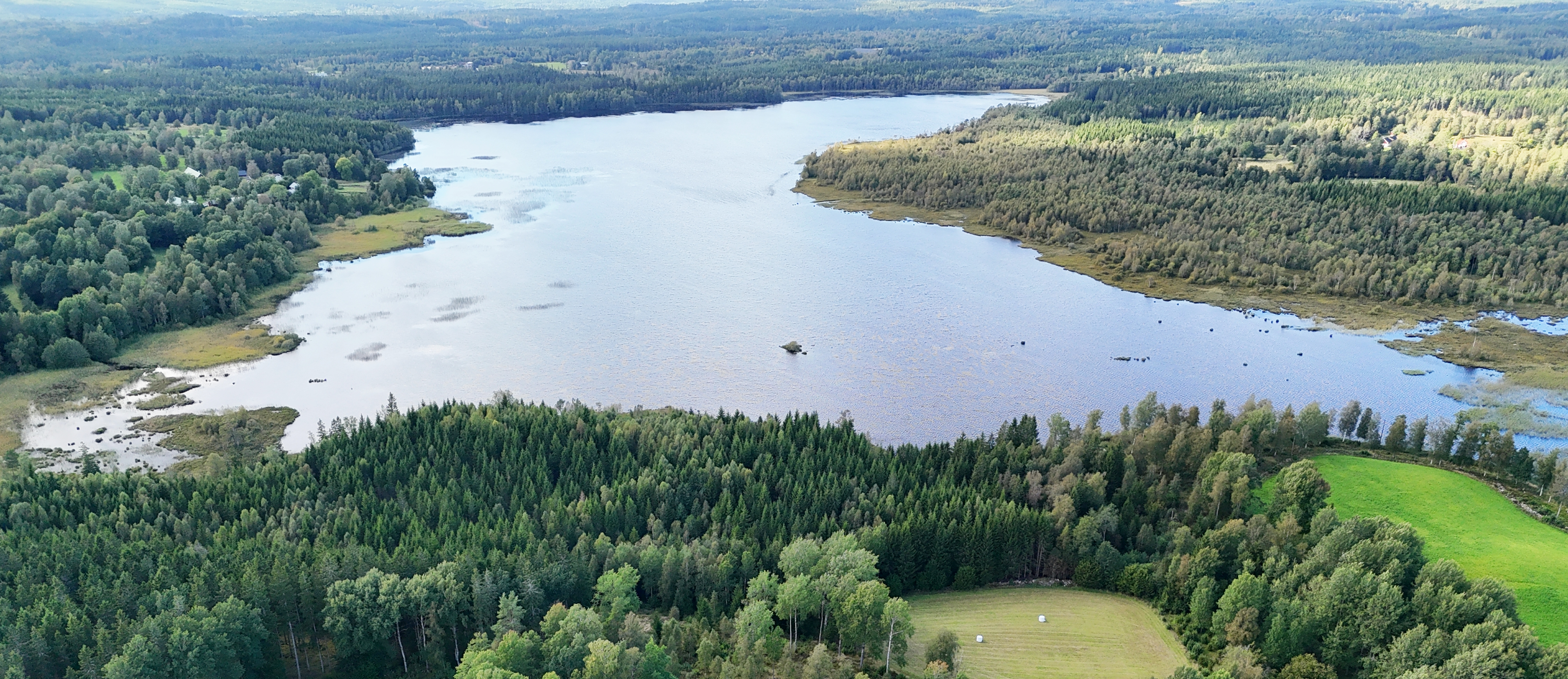
Sjön från öster över gården Knipan.

## Delavrinningsområde
Knipesjön ingår i det delavrinningsområde (642772-138844) som SMHI kallar för Utloppet av Furusjön. Medelhöjden är 286 meter över havet och ytan är 29,12 kvadratkilometer. Det finns inga delavrinningsområden uppströms utan avrinningsområdet är högsta punkten. Knipån som avvattnar avrinningsområdet har biflödesordning 2, vilket innebär att vattnet flödar genom totalt 2 vattendrag innan det når havet efter 216 kilometer. Delavrinningsområdet består mestadels av skog (71 procent). Avrinningsområdet har 1,02 kvadratkilometer vattenytor vilket ger det en sjöprocent på 3,5 procent. Bebyggelsen i området täcker en yta av 0,35 kvadratkilometer eller 1 procent av avrinningsområdet.